# Luís Carlos Rebouças de Santana
Luís Carlos Rebouças de Santana, mais conhecido como Lulinha (Rio de Janeiro, 13 de dezembro de 1954) é em ex-futebolista brasileiro que atuava como meia-armador. 

## Carreira
Iniciou a carreira de jogador profissional na Centro Sportivo Alagoano em 1976. 
O jogador foi campeão da Taça de Bronze com o Olaria em 1981 e da Taça de Prata com o Campo Grande AC, em 1982.
Lulinha foi vice-campeão Brasileiro de Futebol de 1985 pelo Bangu Atlético Clube, sendo o autor do único gol do time no tempo normal da final (o Bangu perdeu nos pênaltis para o Coritiba). No Bangu, Lulinha fez 27 jogos, com 14 vitórias e 13 empates, ou seja, nunca perdeu. Além disso, marcou três gols.
Depois das conquistas no Olaria (1981), no Campo Grande (1982) e o vice campeonato de 1985, se transferiu no segundo semestre de 1985 por empréstimo para o Vitória, onde foi capitão do título do Campeonato Baiano daquele ano.
Também jogou no Botafogo, Bahia e Fluminense de Feira, entre outras equipes.
Encerrou a carreira em 1989 jogando pelo Olaria.

## Títulos
Olaria
- Taça de Bronze: 1981

Campo Grande-RJ
- Taça de Prata: 1982

Vitória
- Campeonato Baiano: 1985[7]